# Leib-Olmai
Leib-Olmai ou l'homme Aulne est un dieu ours dans la mythologie finnoise. Pendant les grandes fêtes de l'Ours, les chasseurs lui mettaient de l'écorce et des feuilles d'aulne sur la tête, et la tradition fait l'exigence absolue d'une prière pour Leib-olmai avant d'aller chasser l'ours.